# Cemitério de guerra de Katyn

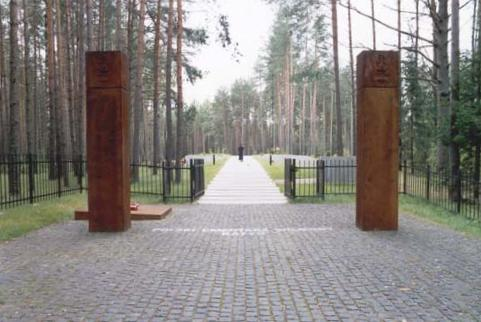
Portão principal

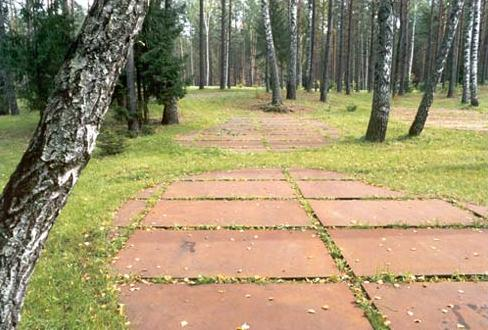
Locais de sepultamento em massa estão marcados com placas de ferro

O Cemitério de guerra de Katyn (polonês: Polski Cmentarz Wojenny Katyniu w) é um cemitério militar polaco localizado em Katyn, uma pequena vila a 22 quilômetros de distância de Smolensk, na Rússia, na estrada de Vitebsk. Ele contém os restos de 4.412 oficiais poloneses que foram assassinados em 1940, no que foi chamado o massacre de Katyn. Exceto pelos corpos de dois generais polacos exumados por autoridades alemãs em 1940 e, em seguida, enterrados separadamente, todos os oficiais poloneses assassinados em Katyn foram enterrados em valas comuns, em um total de seis sepulturas em massa. Há também uma parte russa do cemitério, onde um número não divulgado de vítimas dos expurgos soviéticos da década de 1930 foram enterrados pelo NKVD. O cemitério foi inaugurado oficialmente em 2000.
O cemitério é uma grande área irregular, cobrindo cerca de 22 hectares de floresta. Todas as valas comuns estão localizadas em ambos os lados da rua principal. Existe também uma pista circular com milhares de nomes dos funcionários que morreram no massacre. No final da rua principal, há um memorial de guerra e um altar com um sino memorial localizado no subsolo. 

## História
Inicialmente, após a exumação de 1943, os alemães haviam permitido a Cruz Vermelha Polonesa construir um cemitério no local. No entanto, após a tomada da área pela União Soviética, ele foi destruído e a maioria dos elementos foram removidos. A área foi reflorestada e civis foram proibidos de entrar na área. Como o conhecimento do massacre foi suprimido em países comunistas, em 1976 o Governo polonês em exílio premiou o Memorial Katyn, em Londres, com a cruz de Virtuti Militari, o mais alto prêmio militar polonês. 
Após a admissão soviética do crime em 1990, a exumação e trabalhos arqueológicos foram retomados. Em 1994, um tratado bi-lateral sobre cemitérios e memoriais de guerra foi celebrado entre a Polónia e a Rússia. Isso pavimentou o caminho para a construção de um cemitério de guerra apropriado em Katyn. Depois de vários anos de construção, foi aberto ao público em 28 de julho de 2000. Nesse ano, outros cemitérios semelhantes também foram abertos nos outros locais de assassinato em massa: Piatykhatky, Smolensk e Mednoye. O Militari Virtuti atribuído ao monumento em Londres foi então transferido para Katyn, que se tornou um dos poucos lugares no mundo entre os seus destinatários.
Durante a cerimônia de abertura o local foi visitado pelas mais altas autoridades polonesas e russas. Entre elas estavam os primeiros-ministros Jerzy Buzek e Viktor Khristenko, bem como o Marechal do Sejm (Maciej Płażyński) e a senadora (Alicja Grzeskowiak). A cerimônia foi aberta pelo Chefe de Estado-Maior e General polonês, Henryk Szumski, e terminou com uma missa católica celebrada pelo arcebispo da Polônia Józef Glemp, enquanto a cerimônia ortodoxa foi realizada pelo bispo metropolita de Smolensk, Cyril Gundyaev. Orações de outras denominações também foram realizadas, já que haviam protestantes, muçulmanos e judeus enterrados lá.
Em 10 de abril de 2010, o presidente polonês Lech Kaczynski, sua esposa e outra 94 pessoas, incluindo muitos de seus funcionários de topo, mais do que uma dúzia de membros do parlamento e os líderes militares, morreram quando o avião presidencial caiu a cerca de meia milha da pista na cidade russa de Smolensk. A delegação polaca estava a caminho para participar de uma cerimônia de comemoração do massacre soviético de mais de 20.000 membros do corpo de elite oficial da Polónia, há 70 anos.